# De aanbidding door de wijzen (Leonardo da Vinci)
De aanbidding door de wijzen is een onvoltooid schilderij van Leonardo da Vinci uit circa 1480-1482.
De drie wijzen in adoratie rond het kindje Jezus werden door Leonardo da Vinci geschilderd in opdracht van de augustijner monniken te Florence, maar omdat hij in 1482 naar Milaan vertrok heeft hij het nooit afgemaakt. Sinds 1670 hangt het werk in het Uffizi te Florence.
Bijzonder aan dit schilderij is de gelijkwaardige opstelling van de drie wijzen in symmetrie rond Maria met kind. Voordien werden zij altijd achter elkaar afgebeeld. De drie wijzen worden omringd door de onwetenden die het belang van de gebeurtenis van de geboorte van Jezus niet beseffen. Dit alles symboliseert het belangwekkende keerpunt in de geschiedenis, dat door de christenen aan de geboorte van Jezus wordt toegekend.